# Século I

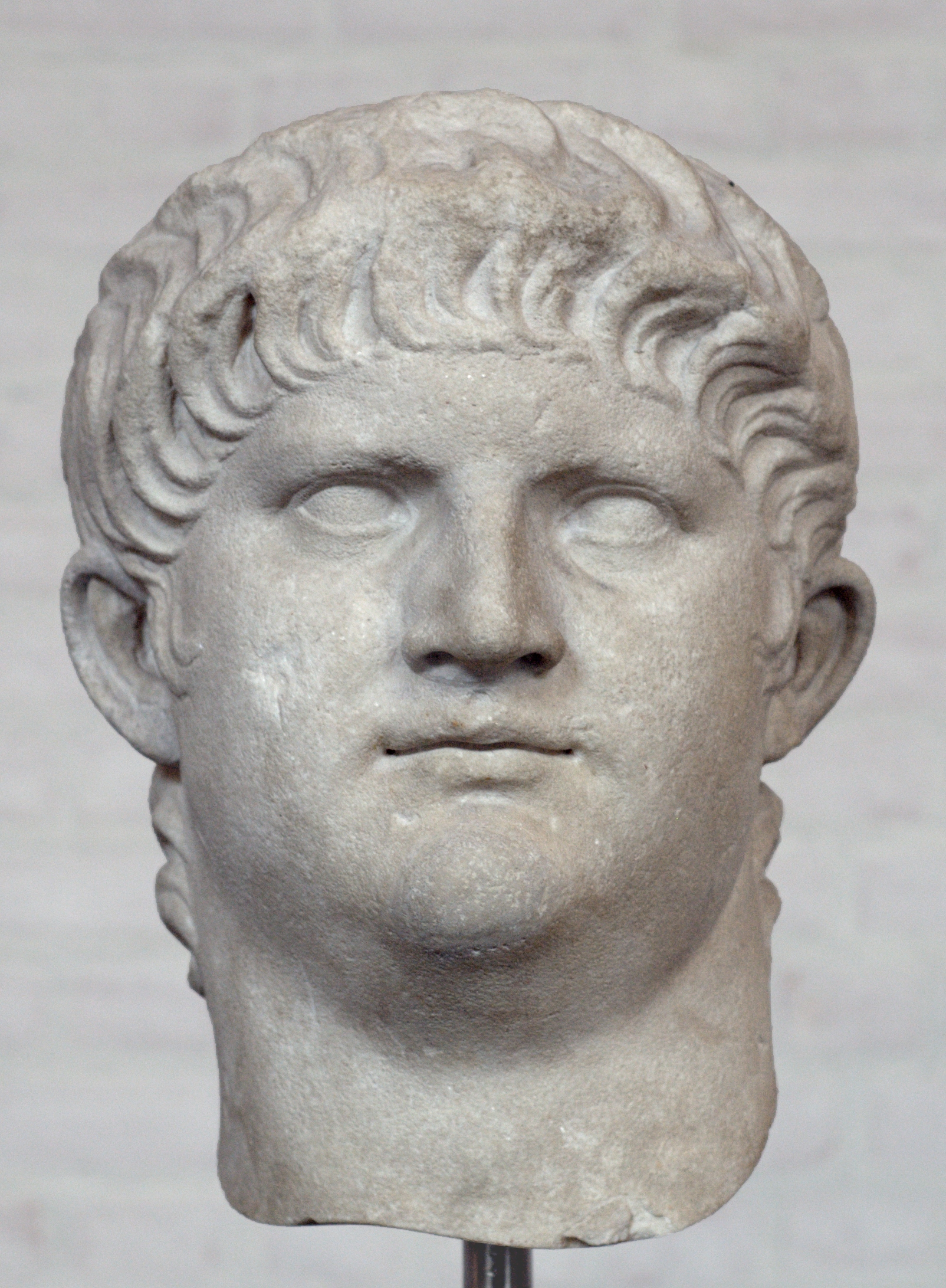
Nero, imperador romano

O século I foi o primeiro século da Era Cristã. Sendo um período de cem anos iniciado em 1 de janeiro de 1 e terminado em 31 de dezembro de 100, que se notabilizou pelo nascimento de Jesus, o surgimento do cristianismo, o auge do Império Romano, a primeira guerra judaico-romana e o Grande incêndio de Roma. 
O século I transcorreu do ano 1 d.C. até 100 d.C., de acordo com o calendário juliano. Muitas vezes é escrito primeiro século d.C. para distingui-lo do primeiro século a.C. que o precedeu. É considerado parte da era, época ou período histórico clássico.
Durante este período, a Europa, o Norte da África e o Oriente Próximo caíram sob o domínio crescente do Império Romano, que continuou a se expandir, mais notavelmente conquistando a Grã-Bretanha sob o imperador Cláudio (43 d.C.). As reformas introduzidas por Augusto durante seu longo reinado estabilizaram o império após a turbulência das guerras civis do século anterior. Mais tarde no século, a dinastia Júlio-Claudiana, fundada por Augusto, chegou ao fim com o suicídio de Nero em 68 d.C. Seguiu-se o famoso Ano dos Quatro Imperadores, um breve período de guerra civil e instabilidade, que foi finalmente encerrado por Vespasiano, nono imperador romano e fundador da dinastia Flaviana. O Império Romano geralmente experimentou um período de prosperidade e domínio neste período e o primeiro século é lembrado como parte da época de ouro do Império.
No Extremo Oriente, a China continuou a ser dominada pela Dinastia Han, apesar de uma interrupção de quatorze anos pela dinastia Xin sob Wang Mang. O governo Han foi restaurado em 23 d.C.; O governo de Wang Mang representa um divisor de águas entre o Han Ocidental / Antigo e o Han Oriental / Posterior. A capital também foi transferida de Chang'an para Luoyang.

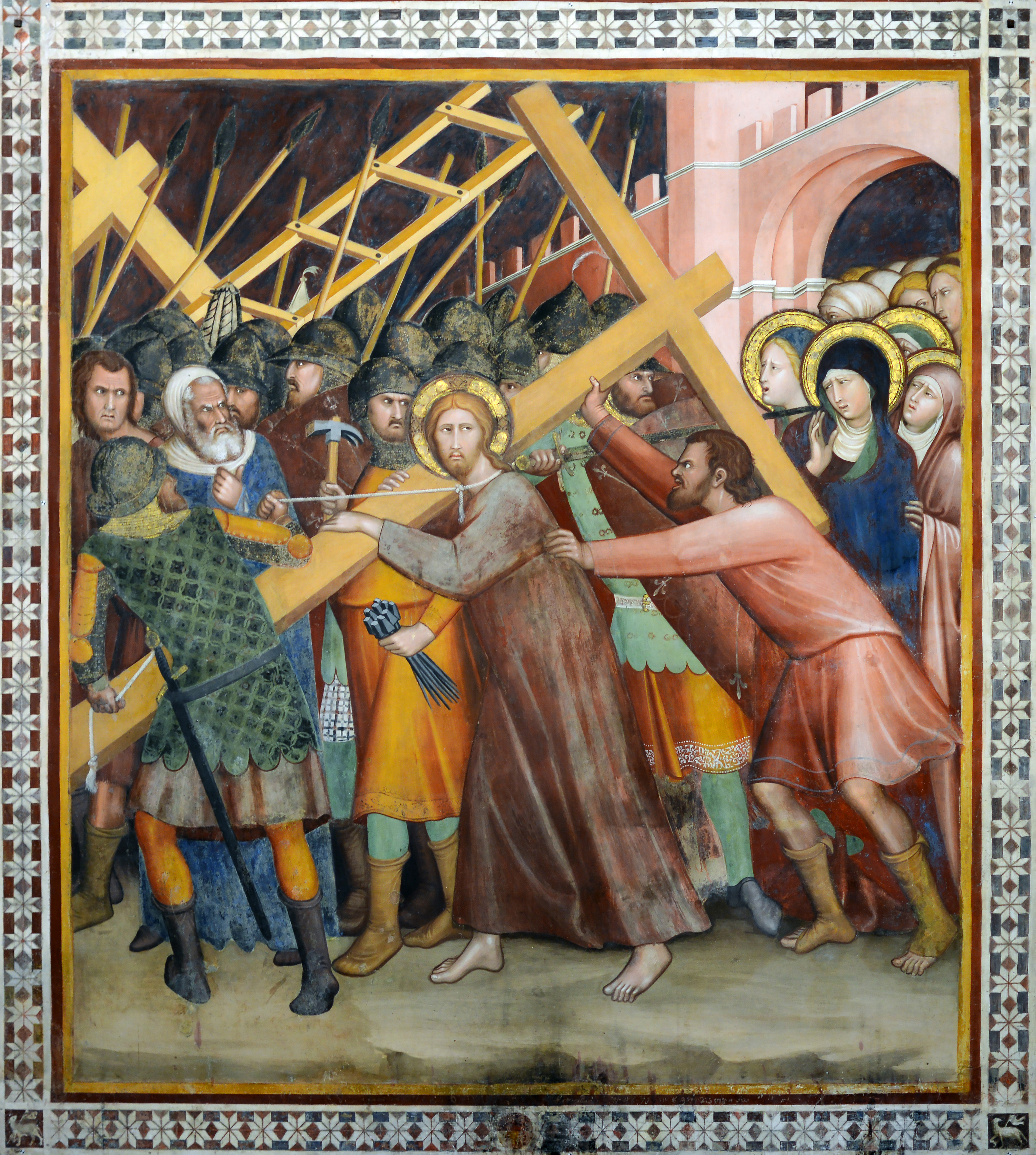
Surgimento do cristianismo

## Décadas
Década de 0 | Década de 10 | Década de 20 | Década de 30 | Década de 40 | Década de 50 | Década de 60 | Década de 70 | Década de 80 | Década de 90

## Anos
1 | 2 | 3 | 4 | 5 | 6 | 7 | 8 | 9 | 10
11 | 12 | 13 | 14 | 15 | 16 | 17 | 18 | 19 | 20
21 | 22 | 23 | 24 | 25 | 26 | 27 | 28 | 29 | 30
31 | 32 | 33 | 34 | 35 | 36 | 37 | 38 | 39 | 40
41 | 42 | 43 | 44 | 45 | 46 | 47 | 48 | 49 | 50
51 | 52 | 53 | 54 | 55 | 56 | 57 | 58 | 59 | 60
61 | 62 | 63 | 64 | 65 | 66 | 67 | 68 | 69 | 70
71 | 72 | 73 | 74 | 75 | 76 | 77 | 78 | 79 | 80
81 | 82 | 83 | 84 | 85 | 86 | 87 | 88 | 89 | 90
91 | 92 | 93 | 94 | 95 | 96 | 97 | 98 | 99 | 100